# Neanuroidea
Super-famille
Les Neanuroidea sont une super-famille de collemboles.

## Liste des familles
Selon Checklist of the Collembola of the World :
- Neanuridae Börner, 1901
- Brachystomellidae Stach, 1949
- Odontellidae Massoud, 1967

## Référence
- Börner, 1901 : Zur Kenntnis der Apterygoten-Fauna von Bremen und der Nachbardistrikte. Beitrag zu einer Apterygoten-Fauna Mitteleuropas. Abhandlungen des Naturwissenschaftlichen Vereins zu Bremen, vol. 17, n. 1, p. 1-140 (texte original).